# Aegithalos fuliginosus
chapim-fuliginoso ou chapim-rabilongo-fuliginoso (Aegithalos fuliginosus) é uma espécie de ave da família Aegithalidae.
É endémica da China.
Os seus habitats naturais são: florestas temperadas.